# سد اکباتان (روستا)
سد اکباتان یک روستا در ایران است که در دهستان الوندکوه شرقی واقع شده‌است. سد اکباتان ۲۰۷ نفر جمعیت دارد.
این سد که به تازگی به خاطر کم تجربگی و اشتباهات زیاد خشک شده است و اب اکثر شهر همدان را در تابستان ۱۴۰۱ به طور کامل قطع گردید.
سد اکباتان در سال ۱۳۴۲به دستور محمدرضا پهلوی به نام سد شهنار احداث شد و در سال ۱۳۸۵ بالا بودن هزینه های لایروبی یک طبقه به بالای سد اضافه شد 